# Bahnhofstraße 10 (Quedlinburg)

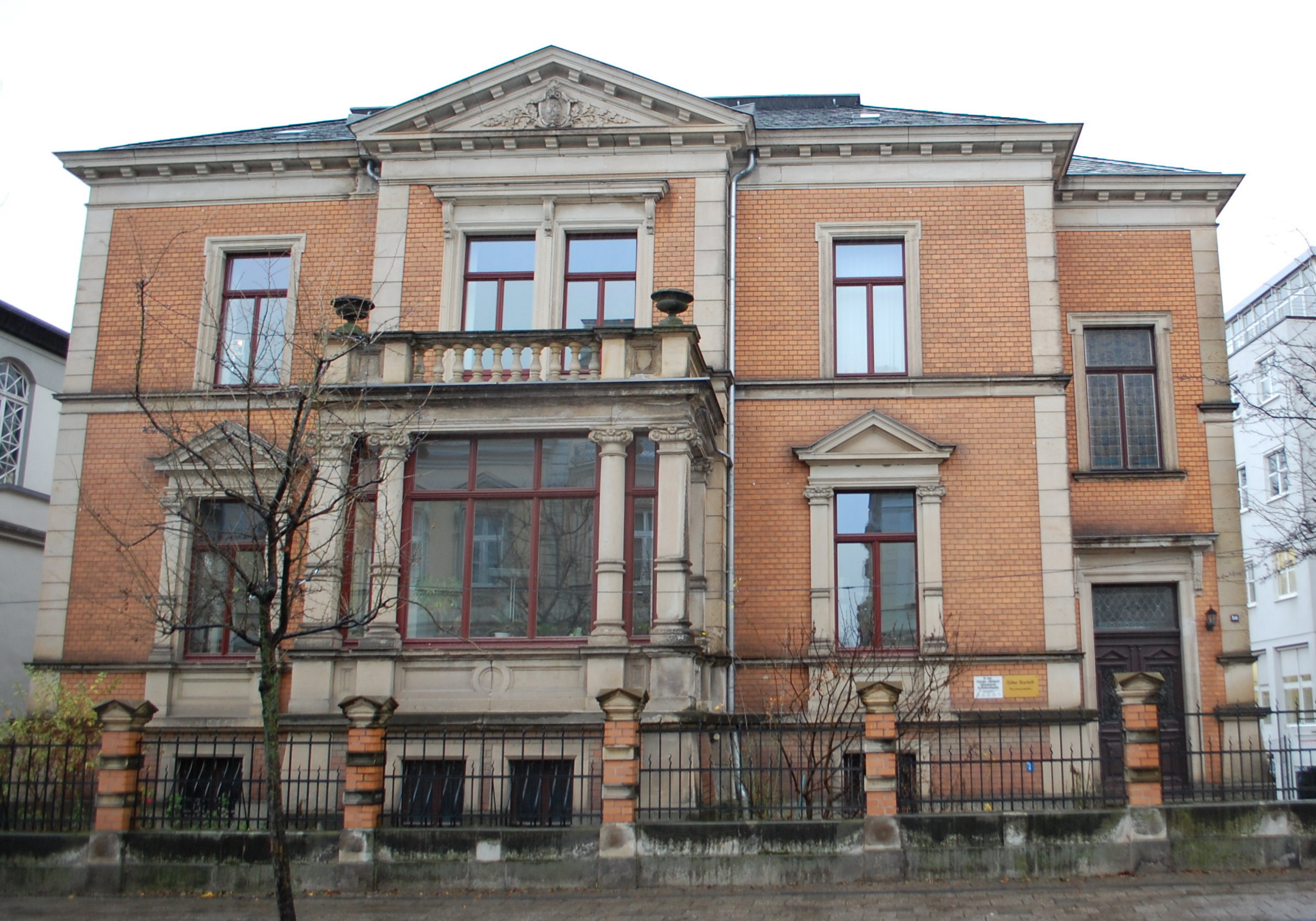
Haus Bahnhofstraße 10

Das Haus Bahnhofstraße 10 ist ein denkmalgeschütztes Gebäude in der Stadt Quedlinburg in Sachsen-Anhalt.

## Lage
Das Gebäude ist im Quedlinburger Denkmalverzeichnis als Villa eingetragen. Es befindet sich südöstlich der historischen Quedlinburger Altstadt.

## Architektur und Geschichte
Die kubische Villa entstand in den Jahren 1895/1896 nach Plänen des Braunschweiger Architekten Friedrich Staeding. Die Fassade ist streng symmetrisch gegliedert und in der Art des Spätklassizismus gestaltet. In der Fassadengestaltung dominieren Klinkerflächen, die durch Putz und Sandstein gegliedert werden. Straßenseitig besteht ein Mittelrisalit, der durch einen davor gesetzten Standerker betont wird. Auf dem Standerker befindet sich ein Altan.
Die Grundstückseinfriedung erfolgte durch Pfeiler mit gusseisernen Zaunfeldern.